# Atropha bredoi
Atropha bredoi är en stekelart som beskrevs av Pierre L. G. Benoit 1953. Atropha bredoi ingår i släktet Atropha och familjen brokparasitsteklar. Inga underarter finns listade.